# الشرف (مناخة)

تعديل مصدري - تعديل

الشرف هي إحدى قرى عزلة بني إسماعيل بمديرية مناخة التابعة لمحافظة صنعاء، بلغ تعداد سكانها 143 نسمة حسب تعداد اليمن لعام 2004.